# スイチュー! フレンズ
『スイチュー！フレンズ』（原題：Fish Hooks）はノア・Z・ジョーンズ製作のアメリカのテレビアニメシリーズである。
ディズニー・チャンネル・オリジナル・シリーズとして製作されているアニメでは2本目となる（1本目は『フィニアスとファーブ』）。登場人物以外の背景は全てなんらかの素材（実写写真･包装紙など）のコラージュのみで構成されるテレビアニメとしては極めて珍しい手法が取られている。

## 放送期間
11分間の先行放送はアメリカのディズニー・チャンネルでは、2010年9月3日、日本のディズニー・チャンネルでは2010年12月に放送。
- 第1シーズンはアメリカでは2010年9月24日、日本では2011年3月26日より放送開始[1][2]。全41話が放送された。
- 第2シーズンはアメリカでは2011年11月4日、日本では2012年4月22日より放送開始。全41話が放送された。
- 第3シーズンはアメリカでは2013年6月7日、日本では2013年12月28日より放送開始。

## 内容
思春期魚のマイロ、彼のシャイな兄弟オスカーと映画スターを夢見る"かなりダイナミック"な金魚の親友、ビーを中心に展開する。3匹はペットショップの店内にある巨大水槽の中にある学校に通っている。学校では、ロブスターの攻撃にあったり、学校旅行でハムスターのおりに行ったり、アルバム写真の撮影会などをしている。また、人間関係、けんか、運動、ニキビといった十代の悩みにも立ち向かっていく。

## 登場人物

### メインキャラクター
マイロ（Milo）
声 - 金光宣明 / 英 - カイル・マッシー
本作の主人公。はちゃめちゃな性格のおさかな（ベタ）の男の子でオスカーの兄にあたる。オスカーとは同居している。
夢中になると周りが見えないため、水槽の外の世界に飛ばされてトラブルに巻き込まれてしまう事もある。
フレッシュ・ウォーター高校の生徒であるが、勉強が嫌いで一時留年になりかけた事がある。また、努力する事が嫌いらしく、楽な事ばかり考えてしまう。
赤ちゃんのとき、モデルだった。リンゴが大好物で、一日に5個食べる事もある。
ビー / ビー・ゴールドフィッシュバーグ（Bea / Bea Goldfishberg）
声 - 庄司宇芽香 / 英 - チェルシー・ストウブ
映画女優を夢見るおさかな（キンギョ）の女の子。
フレッシュ・ウォーター高校の生徒。夢を見すぎてたまに先走ってしまう事もしばしば。女子会が好き。そばかすが特徴。
オスカー（Oscar）
声 - 荻野晴朗 / 英 - ジャスティン・ロイランド
臆病だけどしっかり者のおさかな（ナマズ）の男の子。マイロの弟にあたる。マイロとは同居している。歯に矯正器具が特徴。
フレッシュ・ウォーター高校の生徒であり、良い大学に入るため成績が良く、学校では努力家の優等生。
友達のビーの事が好きだが、ビー本人は全く気が付いていない。貝のクラマンサが苦手。
クラマンサと同じようにビーの写真がロッカーに飾ってある。しかし、第2シーズンから想いの人がビーからアンジェラに変わってしまう。縦列駐車が得意。

### サブキャラクター
クラマンサ
声 - 愛河里花子 / 英 - アレックス・ハーシュ
フレッシュ・ウォーター高校の生徒の貝（ホタテ？真珠貝？）。
学校活動では学校アルバムの編集長、チアリーディング部に所属する。オスカーが好きで、ロッカーにはたくさん彼の写真がある。
たまに口から真珠を出す事も。
シェルシー
声 - 笹島かほる / 英 - カリ・ウォールグレン
フレッシュ・ウォーター高校の生徒のおさかな（Jewel cichlid）。ビーとは良い友達である。まぶたが特徴。
独特な口調でビーたちと会話する。
ピラニカ
声 - 笹島かほる / 英 - ローラ・オーティス
フレッシュ・ウォーター高校の生徒のおさかなで、ジョクトパスのガールフレンド（恋人？）。
アルバート・グラス
英 - アッティカス・シェイファー
フレッシュ・ウォーター高校の生徒のクラゲ。優等生で大人しい性格のため、ジョクトパスにいじめられる。地図クラブに入っている。
フィンバリー
声 - 中原美佐緒 / 英 - キンバリー・ムーア
フレッシュ・ウォーター高校の生徒で、ビーの友人の一人。エスマルゴと一緒にいることが多い。オスカー同様、歯に矯正器具が特徴。
エスマルゴ
英 - 遠藤さやか / レイチェル・ドラッチ
フレッシュ・ウォーター高校の生徒であるウミウシで、ビーの友人の一人。
コイ
英 - 遠藤さやか / レイチェル・ドラッチ
フレッシュ・ウォーター高校の生徒で、ビーの友人の一人。
女生徒なのに一番の巨体で、身長は他の生徒の2〜3倍ぐらいある。
スティックラー校長先生
英 - ジェリー・スティラー（第1シーズン） → ジェフ・ベネット（第2シーズン）
フレッシュ・ウォーター高校の校長であるウニ。
サーモンズ・コーチ
声 - 石野竜三 / 英 - リチャード・シモンズ
フレッシュ・ウォーター高校の教師であり、歌を歌うのが好き。運転免許所の審査員になる事もあれば、どこかから現れて一緒に歌う事がある。
ジョクトパス
英 - ジョン・ディマジオ
フレッシュ・ウォーター高校の生徒である大ダコで、学校一番のいじめっ子。主にアルバートをターゲットにしていじめている。
口癖は「ジョクトパスに怖いものなんかない！」。なお、自分の11本目の足がお気に入りらしい。
スティーブ・ジャクソン
英 - グレッグ・サイプス
フレッシュ・ウォーター高校の一番カッコい少年で、ブロンドの髪がある。
マッセルズ先生
声 - 間宮康弘 / 英 - タイニー・リスター・Jr.
ビーたちが通うフレッシュ・ウォーター高校の教師（二枚貝）。
ムキムキした筋肉のある腕で時にはオーディション、また時には試験官と仕事をこなす。
ボールドウィン先生
声 - 樫井笙人 / 英 - ダナ・スナイダー
ビーたちが通うフレッシュ・ウォーター高校の担任教師（タツノオトシゴ）。妊娠している。
ヘッドホン・ジョー
英 - ジョン・カパルロ
フレッシュ・ウォーター高校の用務員。
ランディ・ピンチャーソン
声 - 櫻井トオル / 英 - ジョシュ・サスマン
金持ちの蟹で目立ちたがりのフレッシュ・ウォーター高校の生徒であり、金さえあれば何でも解決出来ると思っているらしい。
ビーの事が好きであり、ビーにべったりくっついたりする事も。マイロとはライバル関係である。
去り際に言う「ランディ・ピンチャーソンでした!」が口癖。

### オリジナルの声優
- アッティクス・シャッファー - アルバート・グラス
- チェルシー・スタッブ - ステファニー
- デイヴ・ウィテンバーグ - ゲックコーチ、 パント
- ディー・ブラッドリー・ベイカー - ウォルブス
- エディー・マククラーグ - ゴールドフィッシャーグさん
- エリック・ラデン - ロン
- グレッグ・シピーズ - スティーブ・ジャクソン
- ジェイソン・アールズ - ケヴィン
- ジョン・ディマジオ - 写真家
- ジョン・カパルロ - ヘッドフォン・ジョー

## スタッフ
- 原作 / 共同製作総指揮 / アートディレクター - ノア・Z・ジョーンズ
- 製作総指揮 / 監督 - マックスウェル・アトムス
- ストーリーエディター - ティム・マキーオン
- キャラクターデザイン - セラピオ・カーム、マーティン・スー
- プロダクションデザイナー - リン・ネイラー
- 録音監督 - クリス・ジマーマン・ソルター
- 音楽 - アンディ・スターマー
- ラインプロデューサー - ルイス・J・カック
- アニメーション制作 - マーキュリー・フィルムワークス
- 製作 - ウォルト・ディズニー・テレビジョン・アニメーション

## エピソード
| シーズン | シーズン | エピソード数 | 放送日（米国） | 放送日（米国） | 放送日（日本） | 放送日（日本） |
| シーズン | シーズン | エピソード数 | シーズン初回   | シーズン最終   | シーズン初回   | シーズン最終   |
| -------- | -------- | ------------ | -------------- | -------------- | -------------- | -------------- |
|          | 1        | 41           | 2010年9月24日  | 2011年10月21日 | 2011年3月26日  | 2012年4月21日  |
|          | 2        | 41           | 2011年11月4日  | 2013年5月17日  | 2012年4月22日  | 2013年9月15日  |
|          | 3        | 28           | 2013年6月7日   | 2014年4月4日   | 2013年12月28日 | 2014年9月19日  |

### シーズン1
フレーズ：おバカなおさかな、お勉強かな！、水中学校ってどんなかな！
※エピソードは日本放送順
| パート | タイトル                                 | 原題                           | 初回放送   | 初回放送       |
| パート | タイトル                                 | 原題                           | 米国       | 日本           |
| ------ | ---------------------------------------- | ------------------------------ | ---------- | -------------- |
| 1-A    | アルバム写真を取り戻せ！                 | "Bea Stays in the Picture"     | 2010年9月  | 2011年3月26日  |
| 1-B    | 水槽から飛び出せ！                       | "Fish Out of Water"            | 2010年9月  | 2011年3月26日  |
| 2-A    | 女子会に潜り込め！                       | "Fish Sleepover Party"         | 2010年9月  | 2011年4月      |
| 2-B    | ジョクトパスの誕生日                     | "Happy Birthfish, Jocktopus"   | 2010年10月 | 2011年4月      |
| 3-A    | デートってしなきゃダメ!?                 | "Doris Flores Gorgeous"        | 2010年10月 | 2011年4月16日  |
| 3-B    | フットボールに挑戦だ！                   | "Underwater Boy"               | 2010年10月 | 2011年4月16日  |
| 4-A    | 大人になりたい                           | "Bea Becomes an Adult Fish"    | 2010年10月 | 2011年4月      |
| 4-B    | ワンちゃんを救え！                       | "Doggonit"                     | 2010年10月 | 2011年4月      |
| 5-A    | テストに合格せよ！                       | "Fail Fish"                    | 2010年11月 | 2011年4月      |
| 5-B    | ユーモアなんて怖くない！                 | "Funny Fish"                   | 2010年11月 | 2011年4月      |
| 6-A    | クイーンはビー!?                         | "Queen Bea"                    | 2010年10月 | 2011年4月      |
| 6-B    | 先生はスーパーヒーロー！？               | "Baldwin the Super Fish"       | 2010年12月 | 2011年4月      |
| 7-A    | マイロ、忍者と出会う                     | "Milo Gets a Ninja"            | 2011年1月  | 2011年5月      |
| 7-B    | 新しいルームメイト                       | "Dances with Wolf Fish"        | 2010年12月 | 2011年5月      |
| 8-A    | 夢のハムスターウッド                     | "Hooray for Hamsterwood"       | 2010年12月 | 2011年9月3日   |
| 8-B    | サー・オスカー・フィッシュ物語           | "The Tale of Sir Oscar Fish"   | 2010年12月 | 2011年9月3日   |
| 9-A    | アルバート・グラス物語                   | "The Albert Glass Story"       | 2011年1月  | 2011年5月14日  |
| 9-B    | マイロの仮病                             | "Dropsy!"                      | 2011年1月  | 2011年5月14日  |
| 10-A   | 大きくなりたい！                         | "Big Fish"                     | 2011年2月  | 2011年5月      |
| 10-B   | 暗黒に落ちたオスカー                     | "The Dark Side of the Fish"    | 2011年2月  | 2011年5月      |
| 11-A   | パレード対決                             | "Fish Floaters"                | 2011年2月  | 2011年9月      |
| 11-B   | 働きたくない！                           | "Dollars and Fish"             | 2011年2月  | 2011年9月      |
| 12-A   | 空を飛びたい！                           | "Flying Fish"                  | 2011年3月  | 2011年9月      |
| 12-B   | リサイクルしよう！                       | "Legend of the Earth Troll"    | 2011年4月  | 2011年9月      |
| 13     | 友情のチアリーディング                   | "We've Got Fish Spirit"        | 2011年7月  | 2011年9月      |
| 14-A   | クラマンサに新恋人！？                   | "Two Clams in Love"            | 2011年3月  | 2011年10月     |
| 14-B   | あこがれのチーフ                         | "Peopleing"                    | 2011年4月  | 2011年10月     |
| 15-A   | ハムスターのパメラ、再び                 | "Pamela Hamster Returns"       | 2011年5月  | 2011年10月     |
| 15-B   | 寄生生物の恐怖                           | "Parasite Fright"              | 2011年4月  | 2011年10月     |
| 16-A   | ドライビング・オスカー                   | "Riding in Cars with Fish"     | 2011年6月  | 2011年10月16日 |
| 16-B   | マイロは発明家！                         | "Milo's Big Idea"              | 2011年6月  | 2011年10月16日 |
| 17-A   | グッドモーニングフレッシュウォーター高校 | "Good Morning, Freshwater"     | 2011年7月  | 2011年10月     |
| 17-B   | 失われた日記                             | "Diary of a Lost Fish"         | 2011年7月  | 2011年10月     |
| 18-A   | 皆勤賞を狙え                             | "Run, Oscar, Run"              | 2011年8月  | 2011年10月     |
| 18-B   | マスコットは誰だ？                       | "Mascotastrophe"               | 2011年6月  | 2011年10月     |
| 19-A   | 遊園地で勝負                             | "Good Times at Pupu Goodtimes" | 2011年8月  | 2011年11月     |
| 19-B   | オスカーと女王                           | "Oscar Makes an Impression"    | 2011年8月  | 2011年11月     |
| 20-A   | 友情のサルサダンス                       | "Fish Talent Show"             | 2011年10月 | 2011年11月13日 |
| 20-B   | ドレスのために！                         | "Employee Discount"            | 2011年9月  | 2011年11月13日 |
| 21     | フィッシュ・スクール・ミュージカル       | "Fish School Musical"          | 2011年9月  | 2012年4月21日  |

### シーズン2
シーズン2は米ディズニー・チャンネルにて2011年11月4日より、日本では2012年4月22日より放送が開始された。また、日本では新シーズン移行の変化として番組前及び本編終了からインターバル（CM）移行時などに表示されるナレーション（またまた始まるよ…など）入りのタイトルバックデザインやキャラクターイメージが一新されたほか、番組冒頭に当番組のキャラクターが登場するバックが追加された。※タイトルバックは編成の都合上シーズン１のものと混在する場合あり。
フレーズ：おバカなおさかな、オンパレード！ ※エピソードは日本放送順
| パート | タイトル                         | 原題                                     | 初回放送   | 初回放送   |
| パート | タイトル                         | 原題                                     | 米国       | 日本       |
| ------ | -------------------------------- | ---------------------------------------- | ---------- | ---------- |
| 22-A   | ビーのCM大作戦                   | "Bea's Commercial"                       | 2011年11月 | 2012年4月  |
| 22-B   | 魔法のヘアワックス               | "Hairanoid"                              | 2011年11月 | 2012年4月  |
| 23-A   | 子守って大変だ！                 | "Adventures in Fish Sitting"             | 2011年11月 | 2012年4月  |
| 23-B   | 禁じられたバンド                 | "Banned Band"                            | 2011年11月 | 2012年4月  |
| 24-A   | ハロウィーンで大集合             | "Halloween Haul"                         | 2011年10月 | 2012年10月 |
| 24-B   | 逃亡者、マイロ                   | "Milo on the Lam"                        | 2012年1月  | 2012年10月 |
| 25-A   | マイロの失恋                     | "Bea Dates Milo"                         | 2012年2月  | 2012年5月  |
| 25-B   | 恋して、別れて、脅かして         | "Break Up Shake Down"                    | 2012年1月  | 2012年5月  |
| 26-A   | オスカーに片想い！？             | "Oscar's Secret Admirer"                 | 2012年2月  | 2012年5月  |
| 26-B   | クラマンサのバースデー           | "Sixteen Clamandles"                     | 2012年2月  | 2012年5月  |
| 27-A   | 恐怖のイエティ・ロブスター       | "Rock Lobster Yeti"                      | 2012年1月  | 2012年5月  |
| 27-B   | ネタバレ注意！                   | "Spoiler Alert"                          | 2012年1月  | 2012年5月  |
| 28-A   | クリスマス・パーティー           | "Merry Fishmas, Milo"                    | 2011年12月 | 2012年12月 |
| 28-B   | フットボールに挑戦！             | "Just One of the Fish"                   | 2012年1月  | 2012年12月 |
| 29-A   | オスカーの恋人                   | "Send Me an Angel Fish"                  | 2012年3月  | 2012年9月  |
| 29-B   | リトル・フィッシュ・サンシャイン | "Little Fish Sunshine"                   | 2012年7月  | 2012年9月  |
| 30-A   | フェレット・パーティー           | "Bea Sneaks Out"                         | 2012年5月  | 2012年5月  |
| 30-B   | 恐怖の人形                       | "Unfinished Doll Business"               | 2012年8月  | 2012年5月  |
| 31-A   | ビーは大忙し                     | "Busy Bea"                               | 2012年5月  | 2012年9月  |
| 31-B   | 兄弟の日を祝おう                 | "Brothers' Day"                          | 2012年7月  | 2012年9月  |
| 32-A   | セレブになりたくて               | "So-fish-ticated"                        | 2012年6月  | 2012年9月  |
| 32-B   | 同居って大変！                   | "Milo and Oscar Move In"                 | 2012年6月  | 2012年9月  |
| 33-A   | クルージングに行こう！           | "All Fins on Deck"                       | 2012年7月  | 2013年2月  |
| 33-B   | カウボーイになりたい！           | "Cattlefish, Ho!"                        | 2012年7月  | 2013年2月  |
| 34-A   | 男だけで夜遊びだ！               | "Guys' Night Out"                        | 2012年4月  | 2013年2月  |
| 34-B   | マイロとミルクシェーキ           | "Milo's Magical Shake"                   | 2012年9月  | 2013年2月  |
| 35-A   | 盗まれた研究発表"                | "Science Fair Detective Mystery          | 2012年4月  | 2013年2月  |
| 35-B   | 楽しいアルバイト                 | "Fish at Work"                           | 2012年9月  | 2013年2月  |
| 36-A   | ボールドウィン先生の恋           | "Fish Lips Sink Ships"                   | 2012年10月 | 2013年2月  |
| 36-B   | とっておきのプレゼント           | "Bea's Birthday Surprise"                | 2012年11月 | 2013年2月  |
| 37-A   | オスカーはプレーボーイ？         | "Oscar Is A Playa'"                      | 2012年6月  | 2013年3月  |
| 37-B   | 女子はヴァンパイアがお好き？     | "Chicks Dig Vampires"                    | 2012年10月 | 2013年3月  |
| 38-A   | 仕事を探そう                     | "Get A Yob!"                             | 2012年11月 | 2013年3月  |
| 38-B   | 迷惑なご近所さん                 | "Spiders Bite"                           | 2012年9月  | 2013年3月  |
| 39-A   | シェルシーの科学                 | "Fuddy Duddy Study Buddy                 | 2012年11月 | 2013年7月  |
| 39-B   | 悩み多き10代                     | "Fish Flakes"                            | 2012年11月 | 2013年7月  |
| 40     | ビー校長に敬礼！                 | "Principal Bea"                          | 2012年9月  | 2013年7月  |
| 41-A   | コイ・ストーリー                 | "Koi Story"                              | 2013年2月  | 2013年7月  |
| 41-B   | スーパーおばあちゃんと対決だ！   | "Super Extreme Grandma Games to the Max" | 2013年1月  | 2013年7月  |
| 42-A   | スキーで対決だ！                 | "Sea Bea Ski"                            | 2013年4月  | 2013年8月  |
| 42-B   | クラブでゴーゴー！               | "Night At The Loxbury"                   | 2013年4月  | 2013年8月  |
| 43     | 特別なプロムの夜                 | "Fish Prom"                              | 2013年5月  | 2013年9月  |

### シーズン3
シーズン3は米ディズニー・チャンネルにて2013年6月7日より、日本では2013年12月28日より放送が開始された。今シーズンが最終シーズンとなる。
| パート | タイトル                     | 原題                                     | 初回放送   | 初回放送   |
| パート | タイトル                     | 原題                                     | 米国       | 日本       |
| ------ | ---------------------------- | ---------------------------------------- | ---------- | ---------- |
| 44-A   | マイロ対マイロ               | "Milo vs. Milo"                          | 2013年6月  | 2013年12月 |
| 44-B   | ビーの水泳教室               | "Everything but the Chicken Sink"        | 2013年6月  | 2013年12月 |
| 45     | プロポーズ大作戦             | "Labor of Love"                          | 2013年9月  | 2014年1月  |
| 46-A   | ミュージカルを救え！         | "South Pafishic"                         | 2013年7月  | 2014年1月  |
| 46-B   | こんにちは赤ちゃん           | "Assignment: Babies"                     | 2013年9月  | 2014年1月  |
| 47-A   | コンサートで急接近！         | "Live at the Hamsterwood Bowl"           | 2013年6月  | 2014年1月  |
| 47-B   | お祭り大騒動                 | "A Charity Fair to Remember"             | 2013年6月  | 2014年1月  |
| 48-A   | エンジェラの逆襲             | "Unresolved Fishues"                     | 2013年9月  | 2014年2月  |
| 48-B   | 走れ、ボールドウィン         | "Hats Amore!"                            | 2013年11月 | 2014年2月  |
| 49-A   | ビーとおわかれ!?             | "Bye Bye Bea Bea"                        | 2013年7月  | 2014年2月  |
| 49-B   | アルバートって男らしい       | "Glass Man Standing"                     | 2013年6月  | 2014年2月  |
| 50-A   | 転校生はポップスター！       | "The Brandon Bubble"                     | 2013年11月 | 2014年2月  |
| 50-B   | オリジナルピザを作ろう       | "Jocktopizza"                            | 2013年11月 | 2014年2月  |
| 51-A   | 外で遊ぼう                   | "Algae Day"                              | 2014年1月  | 2014年5月  |
| 51-B   | バードママは教育熱心         | "Brothers of a Feather"                  | 2014年3月  | 2014年5月  |
| 52-A   | ウサギの勇者、マイロ         | "Hare and Back Again"                    | 2013年10月 | 2014年2月  |
| 52-B   | ポニーは女子のもの？         | "Milo's Pony"                            | 2013年10月 | 2014年2月  |
| 53-A   | 思い出の木                   | "Bea Saves a Tree"                       | 2014年2月  | 2014年3月  |
| 53-B   | マイロは警察官               | "Freshwater Five-O"                      | 2013年8月  | 2014年3月  |
| 54-A   | ウワサのシェルシー           | "I Have This Friend..."                  | 2014年3月  | 2014年5月  |
| 54-B   | マイロのパーティーパワー     | "Milo in a Cup"                          | 2014年3月  | 2014年5月  |
| 55-A   | タコス騒動                   | "Fish Taco"                              | 2014年2月  | 2014年5月  |
| 55-B   | よみがえる大富豪             | "Freshwater Lives"                       | 2014年3月  | 2014年5月  |
| 56     | プールパーティーは大パニック | "Pool Party Panic"                       | 2013年8月  | 2014年6月  |
| 57     | サマーキャンプで大暴れ       | "Camp Camp"                              | 2014年1月  | 2014年9月  |
| 58-A   | ドタバタ・インターネット     | "Surfing the Interwet"                   | 2014年2月  | 2014年9月  |
| 58-B   | パーティー・バス・フィーバー | "Don't Let the Fish Drive the Party Bus" | 2014年2月  | 2014年9月  |
| 59     | 大いなる卒業                 | "The Big Woo"                            | 2014年4月  | 2014年9月  |

## ゲスト出演
第1シーズンの主なゲスト出演者、（）は出演したエピソード名：
- トレス・マクニール - バジー（Fish Sleepover Party）
- ジョン・ディマジオ - 写真家（Bea Stays in the Picture）
- ティファニー・ソーントン - ドリス（Doris Flores Gorgeous）
- マイレ・フナガナン - サニー（Happy Birthfish, Jocktopus）
- ローレン・トム - バーブ（Bea Becomes an Adult Fish）
- ジェイソン・アールズ - ケビン（Fail Fish）
- ケビン・マクドナルド - ドクターフラッグ（Baldwin the Super Fish）
- ディー・ブラッドリー・ベイカー - ウォルブ（Dances with Wolf Fish）
- サブリナ・ブライアン - パメラ・ハムスター（Hooray for Hamsterwood）

## 国際放送
| 国             | 放送局                        | 初回放送日                                   | 番組タイトル               |
| -------------- | ----------------------------- | -------------------------------------------- | -------------------------- |
| アメリカ合衆国 | Disney Channel                | 2010年9月3日（先行） 2010年9月24日（初回）   | Fish Hooks                 |
| アメリカ合衆国 | Disney XD                     | 2011年1月15日                                | Fish Hooks                 |
| アルゼンチン   | Disney Channel Latin America  | 2010年9月5日（先行） 2010年12月8日（初回）   | Pecezuelos                 |
| ブラジル       | Disney Channel Latin America  | 2010年9月5日（先行） 2010年12月8日（初回）   | Adolepeixes                |
| チリ           | Disney Channel Latin America  | 2010年9月5日（先行） 2010年12月8日（初回）   | Pecezuelos                 |
| コロンビア     | Disney Channel Latin America  | 2010年9月5日（先行） 2010年12月8日（初回）   | Pecezuelos                 |
| メキシコ       | Disney Channel Latin America  | 2010年9月5日（先行） 2010年12月8日（初回）   | Pecezuelos                 |
| ペルー         | Disney Channel Latin America  | 2010年9月5日（先行） 2010年12月8日（初回）   | Pecezuelos                 |
| ベネズエラ     | Disney Channel Latin America  | 2010年9月5日（先行） 2010年12月8日（初回）   | Pecezuelos                 |
| オーストラリア | Disney Channel Australia      | 2010年10月2日（先行） 2010年11月22日（初回） | Fish Hooks                 |
| カナダ         | Family Channel Canada         | 2010年9月3日（先行） 2010年9月25日 (初回]    | Fish Hooks                 |
| ロシア         | Disney Channel Russia         | 2010年11月4日（先行） 2010年11月22日（初回） | Fish Hooks                 |
| イタリア       | Disney Channel Italy          | 2010年12月31日（先行） 2011年1月（初回）     | Fish Hooks - Vita da Pesci |
| 日本           | Disney Channel Japan          | 2010年12月18日（先行） 2011年3月（初回）     | スイチュー！フレンズ       |
| 日本           | Dlife                         | 2012年9月                                    | スイチュー！フレンズ       |
| スペイン       | Disney Channel Spain          | 2010年12月30日（先行） 2011年1月（初回）     | Pecezuelos                 |
| イギリス       | Disney Channel UK and Ireland | 2010年9月17日（先行） 2010年11月6日（初回）  | Fish Hooks                 |
| アイルランド   | Disney Channel UK and Ireland | 2010年9月17日（先行） 2010年11月6日（初回）  | Fish Hooks                 |
| ドイツ         | Disney Channel Germany        | 2010年12月31日（先行） 2011年1月10日（初回） | Der Fisch-Club             |
| オーストリア   | Disney Channel Germany        | 2010年12月31日（先行） 2011年1月10日（初回） | Der Fisch-Club             |
| ポーランド     | Disney Channel Poland         | 2010年12月31日（先行） 2011年1月15日（初回） | Akwalans                   |
| ブルガリア     | Disney Channel Bulgaria       | 2011年1月                                    | Риби Тийнейджъри           |